# Maria Assumpta Lyceum
Pour l'école francophone, voir Lycée Maria Assumpta.
Le Maria Assumptalyceum à Bruxelles est une école catholique mixte de niveau secondaire crée les par Sœurs des écoles chrétiennes de Vorselaer. Cette école donne à la fois de l'enseignement général et technique. L'école est nommé en l'honneur de l'Assomption de la vierge Marie. Elle fut fondée en 1956. Elle a joué un rôle important dans le développement du quartier du Mutsaard comme les écoles Jan-van-Ruusbroeckollege ou l'Athénée des Pagodes. Son pendant francophone est le Lycée Maria Assumpta, mais aujourd'hui ce sont deux écoles complètement indépendantes.
Avec quatorze autres écoles catholiques bruxelloise, elle appartient à la communauté scolaire catholique de l'enseignement secondaire, Sint-Gorik.
L'école est située dans l'avenue de la Bugrane et compte environ 600 élèves, dont 120 en première année.

## Histoire
En 1927, une école primaire (Kristus-Koning) fut ouverte, elle accueillait garçons et filles. Mais petit à petit l’école se divisa en deux écoles l’une pour les garçons : le Christ-roi et l’autre pour les filles : Maria Assumpta. Du côté néerlandophone, les deux écoles primaires refusionneront dans les années 90.
Le Maria Assumptalyceum est quant à lui fondé par les Sœurs des écoles chrétiennes de Vorselaer en 1956 comme une école pour filles. Les Sœurs avaient leur couvent dans les bâtiments de ce qui est maintenant l'école primaire Kristus Koning-Assumpta. En 1963, la section néerlandophone Maria Assumptalyceum et de la section francophone Lycée Maria Assumpta deviennent indépendantes. Pour les garçons néerlandophones, il y avait dans le même quartier depuis 1968, le Jan de Ruusbroeckollege fondé par les Jésuites. Depuis 1996, l'école est mixte. Depuis 2005, il n'y a plus de sœurs,.

## Architecture
Le bâtiment de l'école comporte 5 étages de haut, ce qui est tout à fait dans le style des années 1960 où il a été construit.
Depuis 2007, l'école a conclu un accord avec la partie inférieure de l'école primaire Kristus Roi-Assumpta pour avoir 5 salles de classe supplémentaires en location pour les étudiants du cycle supérieur. En 2004, une deuxième salle de sport fut construite. Il y a également une dépendance pour la direction de la section technique.

## Étudiant célèbre
- Laura Beyne, Miss Belgique 2012